# Zawady (Poddębice)
Pour les articles homonymes, voir Zawady.
Zawady (prononciation [zaˈvadɨ]) est une localité de la gmina de Zadzim, du powiat de Poddębice, dans la voïvodie de Łódź, située dans le centre de la Pologne.
Elle se situe à environ 5 kilomètres (km) au nord de Zadzim (siège de la gmina), 13 kilomètres au sud-ouest de Poddębice (siège du powiat) et 44 kilomètres à l'ouest de Łódź (capitale de la voïvodie).

## Administration
De 1975 à 1998, la localité était attachée administrativement à l'ancienne voïvodie de Sieradz.

Depuis 1999, elle fait partie de la nouvelle voïvodie de Łódź.